# Lillie af Aspenäs
För andra betydelser, se Aspenäsätten eller Lillie (olika betydelser).
Lillie af Aspenäs är en gammal svensk frälsesläkt, vars äldste med säkerhet kände medlem domaren Birger Andersson till Angered omnämns bland det rusttjänstskyldiga frälset 1528. Hans sonson legaten Bengt Bryntesson introducerades 1625 på riddarhuset som adlig ätt nummer 109. Ätten dog ut på svärdssidan 1839. 
En gren av ätten erhöll 1719 friherrlig värdighet. Denna friherrliga ätt Lillie anses vara utgången 1813.
Vapen: en lilja i silver på ett rött fält.
Bland släktens medlemmar märks:
- Per Lillie (1603–1659)
- Johan Abraham Lillie (1675–1738)
- Carl Lillie (1683–1749)
- Carl Erik Lillie (1782–1839), kapten, slöt vid sin död 1839 ätten på svärdssidan. Carl Erik Lillie hade två döttrar:

1. Amelie Elisabet Ulrika Carlsdotter Lillie (1822–1853), ogift
2. Henrietta Carolina Carlsdotter Lillie (1824–1909), ogift